# گئورگ تومالا
گئورگ تومالا (انگلیسی: Georg Thomalla؛ ۱۴ فوریهٔ ۱۹۱۵ – ۲۵ اوت ۱۹۹۹) یک هنرپیشه و صداپیشه اهل آلمان بود. 
از فیلم‌ها یا برنامه‌های تلویزیونی که وی در آن نقش داشته است می‌توان به سه کابالرو اشاره کرد.